# Boswevertje
Het boswevertje (Tenuiphantes zimmermanni) is een spin uit de familie hangmatspinnen (Linyphiidae). De soort werd voor het eerst wetenschappelijk beschreven in 1890 door Bertkau als Lepthyphantes zimmermanni.
Het boswevertje wordt 2,2 tot 3,1 mm groot. De soort wordt aangetroffen in lage vegetatie en humus en komt voor in Europa en Rusland.